# Lepidodendrales
Ordre
Les Lepidodendrales sont un ordre fossile de plantes de la classe des Lycopodiopsida.

## Systématique
L'ordre des Lepidodendrales est attribué au biologiste allemand Ernst Haeckel, qui le crée en 1868 sous le nom de Lepidodendreae, dans son ouvrage Natürliche Schöpfungsgeschichte. Lepidodendron est le genre type de cet ordre et de la famille des Lepidodendraceae.
Les Lepidodendrales sont classés dans la classe des Lycopodiopsida, sous-division des Lycopodiophytina, ou dans la classe des Lepidodendropsida, division des Lycopodiophyta.

## Liste des familles et genres non-classés
Selon l'IRMNG (1er juillet 2022) :
- Diaphorodendraceae †
- Diplotegiaceae †
- Diploxylaceae †
- Knorripteridaceae †
- Lepidodendraceae †
- Sigillariaceae †
- Spenceritaceae †

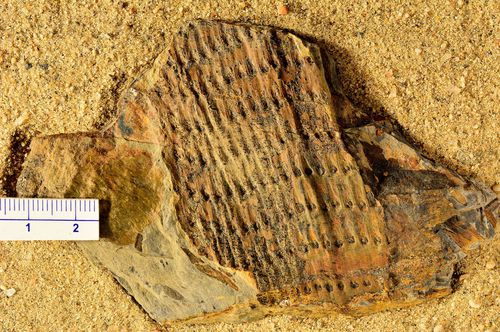
Fossile de Lepidodendropsis (famille des Lepidodendraceae).

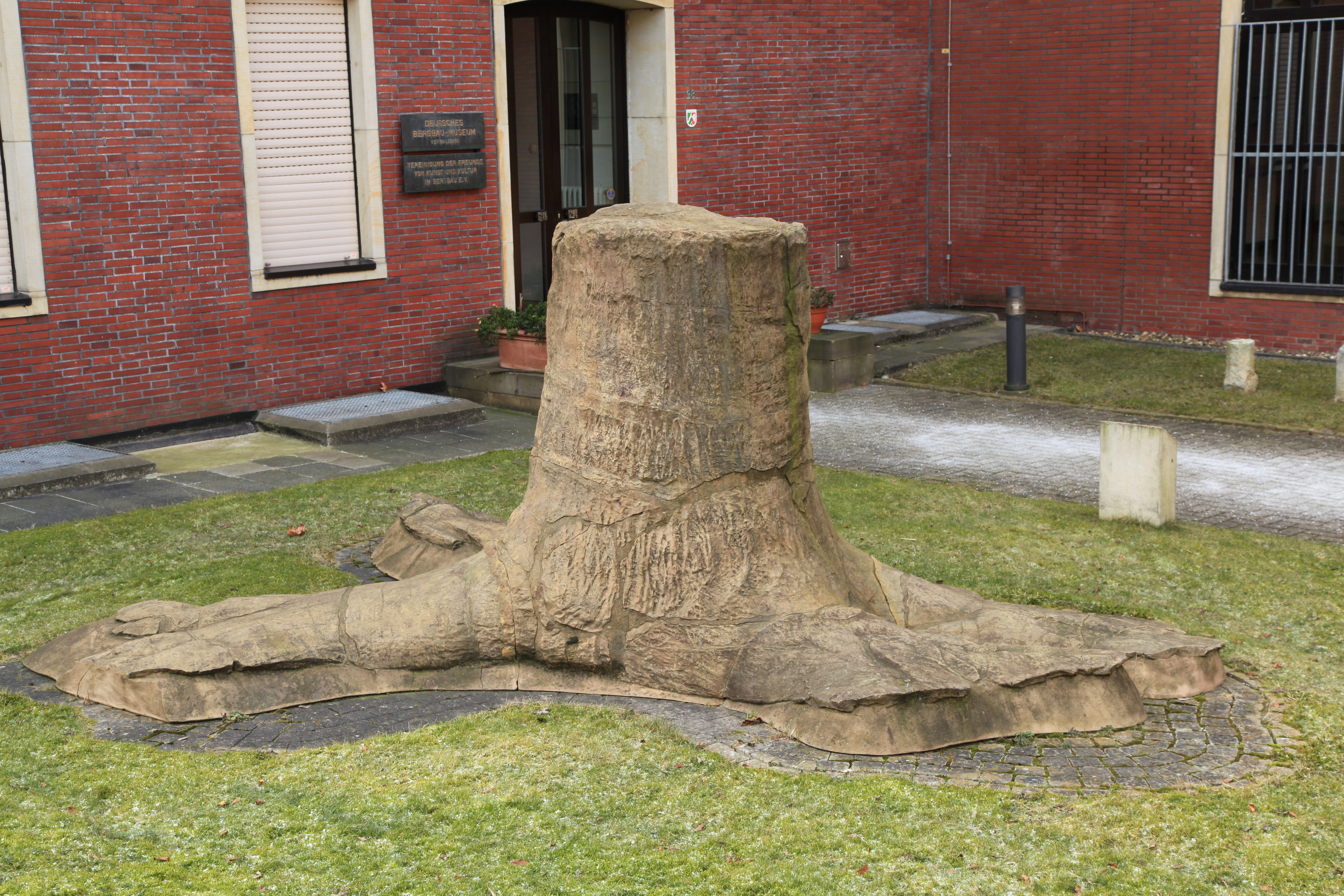
Souche fossile de Sigillaria (famille des Sigillariaceae).

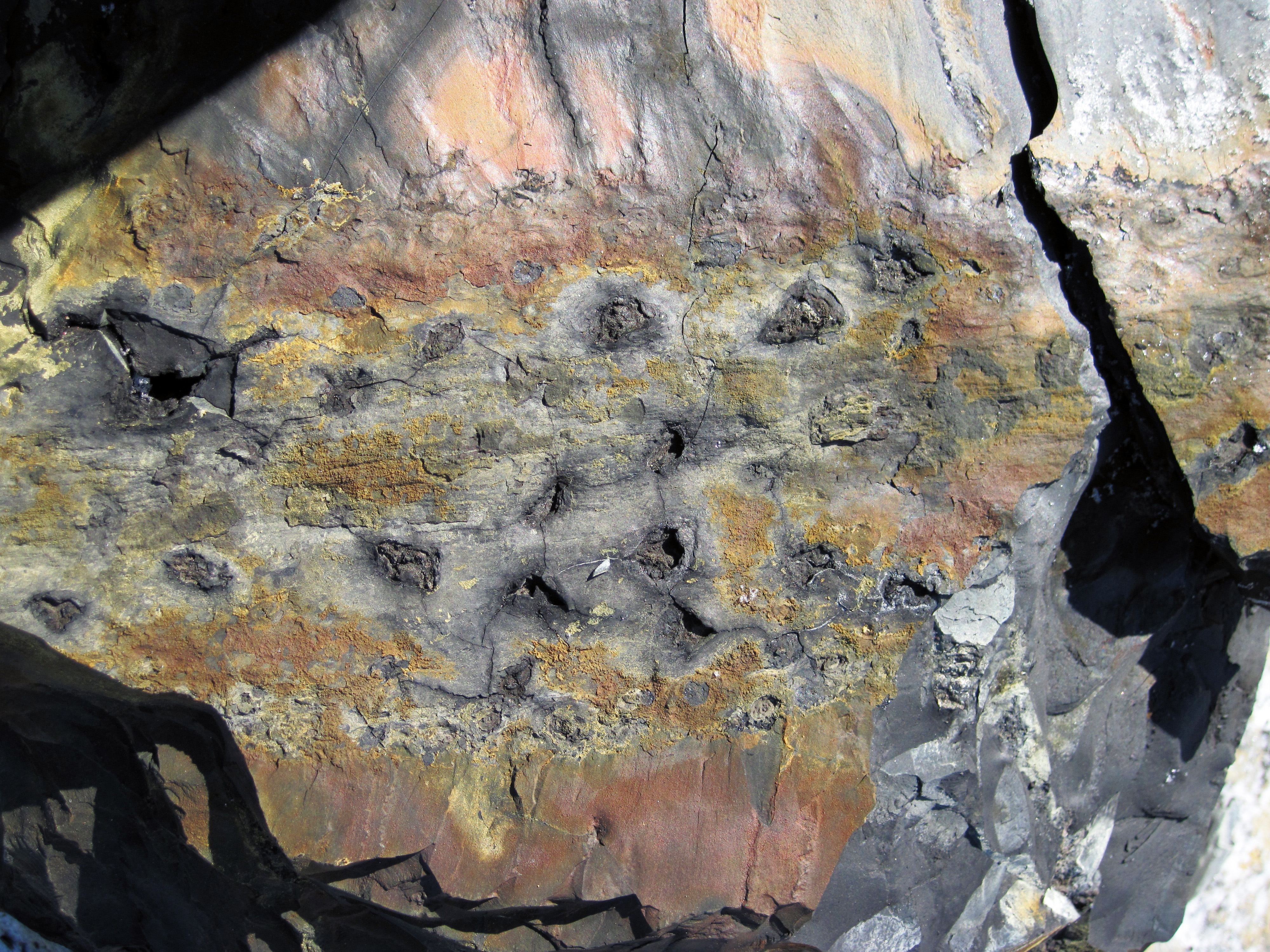
Racines fossiles de Stigmaria (famille des Lepidodendraceae).

- Tessellariaceae C.E.I. von Eichwald †
- Bothrodendraceae † synonyme de Spenceritaceae †
- Lepidodendropsidaceae † synonyme de Lepidodendraceae †
- Lepidodendrales † incertae sedis
  - Achlamydocarpon J. Schumacker-Lambry, 1966 †
  - Anabathra H.T.M. Witham, 1833 †
  - Caudatocorpus S.D. Brack-Hanes, 1981 †
  - Halonia Lindley & W. Hutton, 1833 †
  - Lepidophylloides N.S. Snigirevskaja, 1958 †
  - Tomiostrobus M.F. Neuburg, 1937 †
  - Eichwaldia M.D. Zalessky, 1927 † nom invalide
  - Glossopteris (A.T. Brongniart) Sternberg, 1825 † (non Glossopteris A.T. Brongniart, 1828 †) synonyme de Lepidophylloides N.S. Snigirevskaja, 1958 †
  - Lepidophyllum A.T. Brongniart, 1828 † synonyme de Lepidophylloides N.S. Snigirevskaja, 1958 † (homonyme junior)

- Taxons incertains et non-évalués :
  - Adelophyton B. Renault, 1900 †
  - Amadokia M.D. Zalessky, 1931 †
  - Belonophyllum M.D. Zalessky, 1934 †
  - Dictyophlois Foerste, 1916 †
  - Diplodendron C.E.I. von Eichwald, 1854 †
  - Gobiodendron M.V. Durante, 1989 †
  - Gregicaulis J.M. Anderson & H.M. Anderson, 1985 †
  - Gymnostrobus E. Bureau, 1914 †
  - Heleniella (M.D. Zalessky) M.D. Zalessky, 1930 †
  - Knorriopsis M.D. Zalessky in M.D. Zalessky & E.F. Tschirkova, 1937 †
  - Lophiodendron M.D. Zalessky ex M.F. Neuburg, 1948 †
  - Mongolostrobus M.V. Durante, 1989 †
  - Protopinakodendron G.P. Radczenko in E. Boureau, 1967 †
  - Pseudocyclostigma M.V. Durante, 1989 †
  - Pseudosigillaria F.C. Grand'Eury, 1877 †
  - Stigmarites P. Fliche, 1903 †
  - Volnovakhia M.D. Zalessky, 1931 †

Selon The International Fossil Plant Names Index (IFPNI) (1er juillet 2022) :
- sous-ordre des Eulepidodendrales
  - Lepidodendraceae
- Lepidosigillariaceae
- Lepidotae
- Lichnophora
- Lomatofloyaceae
- Omphalophloiaceae
- Prelepidodendraceae
- Sublepidodendraceae
- Tomiodendraceae
- Tomiodendroideae
- Lepidodendrales incertae sedis
  - Bothrodendrostrobus
  - Cathaysiodendron
  - Eolepidodendron
  - Halonia
  - Lugania
  - Protopinakodendron
  - Protostigmaria
  - Pseudocyclostigma
  - Pseudosigillaria
  - Viatcheslaviophyllum

Selon la Paleobiology Database (1er juillet 2022) :
- Diaphorodendraceae
- Lepidodendrales incertae sedis
  - Lycopogenia Read, 1936